# رحلة بودا إير رقم 103
رحلة بودا إير رقم 103 كانت رحلة جوية داخلية في نيبال، تعرضت لحادث مأساوي في سبتمبر 2011. أثناء محاولة الهبوط في ظروف جوية صعبة بالقرب من مطار كاتماندو، تحطمت الطائرة مما أسفر عن وفاة جميع الركاب وأفراد الطاقم على متنها. كانت الرحلة مخصصة لجولة سياحية لمشاهدة جبل إيفرست، وقد ترك هذا الحادث أثرًا كبيرًا في مجال الطيران المدني في نيبال.

## الطائرة
الطائرة كانت من طراز بيشكرافت 1900D، وهي طائرة ركاب ذات محركين توربينيين ومقعد لـ 19 راكبًا؛ وكان عمرها ثلاث عشرة سنة ومسجلة في نيبال برقم التسجيل 9N-AEK. كشفت التحقيقات الأولية أن الطائرة كانت تُدار وفق قواعد الطيران البصري (VFR)، وقبل دقيقتين من موعد الهبوط، دخلت الطائرة في سحب واصطدمت عند ارتفاع 5400 قدم. يشير مراقبو الحركة الجوية وأعضاء فريق التحقيق إلى أن سبب الحادث كان خطأً من الطيار.

## الركاب
كان من بين الركاب الستة عشر عشرة هنود، وياباني واحد، واثنان أمريكيان، وثلاثة نيباليين.